# Your Lie in April
Your Lie in April (四月は君の嘘, Shigatsu wa kimi no uso, litt. « Ton mensonge en avril »), aussi connu sous le titre Kimiuso (君嘘), est un manga écrit et dessiné par Naoshi Arakawa. Il est prépublié entre avril 2011 et février 2015 dans le magazine Monthly Shōnen Magazine et compilé en onze volumes.
Une adaptation en série télévisée d'animation, par le studio A-1 Pictures, est diffusée entre octobre 2014 et mars 2015 au Japon dans la case noitaminA de Fuji TV et en simulcast dans les pays francophones sur Wakanim. Une adaptation en film live sort au Japon en septembre 2016, avec Suzu Hirose et Kento Yamazaki dans les rôles titre.

## Synopsis
Arima Kōsei est un jeune pianiste de renom. Petit prodige depuis son plus jeune âge, communément appelé « métronome humain », il excelle dans toutes les compétitions auxquelles il participe en donnant une prestation reproduisant avec exactitude une partition. Cependant, sa mère qui est à la fois pianiste et son professeur décède subitement des suites d'une grave maladie dont les causes sont inconnues et Kōsei rate un concours qui aurait pu le conduire à jouer du piano à l'international. Il abandonne de ce fait le piano et tout son passé.
Deux ans plus tard, Kōsei rentre en dernière année de collège et fait la connaissance de Kaori Miyazono, une violoniste du même âge que lui et qui est dans la même classe que sa voisine et sœur de cœur, Tsubaki, dont il va tomber immédiatement amoureux. Alors qu'il s'était juré de ne plus jamais parler de piano, il ne peut pas réellement se séparer de son passé musical. Kaori va alors redoubler de courage pour recréer le lien entre Kōsei et le piano en lui proposant de devenir son pianiste accompagnateur pour ses compétitions. Cependant, le jeune homme ne s'est jamais vraiment remis de la mort de sa mère, et n'est plus capable d'entendre les notes de son piano, ce qui empêche celui-ci d'exceller dans sa prestation.

## Personnages

### Personnages principaux
Kōsei Arima (有馬 公生, Arima Kōsei)
Voix japonaise : Natsuki Hanae & Performance musicale jouée par Tomoki Sakata
Kōsei est un jeune adolescent, musicien, doté d'une oreille absolue et avec un talent pianistique remarquable : il était surnommé le « Métronome humain » dans son enfance. Il fut capable de jouer du piano avec une extrême précision, dans le respect de l'écriture des partitions, selon l'esprit du compositeur. Cette rigueur lui a permis de remporter un grand nombre de compétitions au Japon. Malheureusement, à l'âge de onze ans, Kōsei perd la capacité d'entendre le son du piano quand il joue, peu de temps après le décès de sa mère, qui souffrait d'une maladie grave. Cette maladie fut un réel traumatisme pour lui. C'est ainsi qu'elle exigeait de lui la perfection: elle se montrait souvent violente envers Kōsei, dans ce but. Kōsei retrouve la joie de vivre et de l'espoir grâce à ses amis, notamment Kaori, une jeune fille dont il est tombé secrètement amoureux. Cette dernière va lui permettre de sortir de son désespoir. Il arrive peu à peu à se reconstruire mentalement, et son jeu au piano évolue par la même occasion : il devient plus expressif et transmet ses émotions quand il joue.
Kaori Miyazono (宮園 かをり, Miyazono Kawori)
Voix japonaise : Risa Taneda & Performance musicale jouée par: Yūna Shinohara
Kaori est une camarade de classe de Tsubaki, qui deviendra plus tard amie avec Kōsei. Elle jouait du piano quand elle avait cinq ans, mais a arrêté pour pratiquer le violon. De caractère enjoué, énergique, elle est critiquée par les juges des concours musicaux à cause de son entière liberté et son interprétation très personnelle de la musique : cette prise de liberté reçoit pourtant un accueil favorable du public. Kaori rencontre Kōsei en même temps que Watari et Kaori arrive à convaincre Kōsei de rejouer du piano, pour devenir son accompagnateur à un concours de musique et par la suite refaire des concours de piano. Kaori est atteinte d'une maladie qui la paralyse peu à peu et l'oblige à prendre beaucoup de médicaments.
Elle finira par être hospitalisée, son état empirant, et ne pouvant plus jouer de violon. Cette maladie ressemble fortement à celle de la mère de Kōsei. Kaori finit par décéder d'une opération risquée, cela montrait son envie de vivre et de se battre pour pouvoir rejouer du violon avec Kōsei. Kaori, se voyant faiblir, décide de participer à nouveau à un concours de musique avec Kōsei, afin de ne pas avoir de regrets. Nous apprenons par la suite que, petite, Kaori avait décidé de commencer le violon après avoir entendu jouer Kôsei lors d'un récital. Kaori pratiqua donc le violon dans le seul et unique but de jouer un jour avec Kōsei comme accompagnateur. Une lettre finale nous apprend donc que son amour pour Watari était un prétexte superficiel, un mensonge servant à la rapprocher de Kōsei dont elle était secrètement amoureuse depuis le début. Cette lettre donne ainsi du sens au titre de l'animé.

### Autres personnages
Tsubaki Sawabe (澤部 椿, Sawabe Tsubaki)
Voix japonaise : Ayane Sakura
Tsubaki est une amie d'enfance et une voisine de Kōsei, elle le considère comme son petit frère. Elle est très sportive et fait partie d'un club de softball. Consternée par l’incapacité de Kōsei à se détacher de la mort de sa mère, elle le pousse à se remettre au piano afin qu'il pense à son futur plutôt qu'à son passé. C'est à ce moment qu'elle rencontre l'ancienne professeure de piano de Kōsei (l'assistante de la mère de Kōsei, Hiroko).
Elle se rend compte par la suite qu'elle est amoureuse de Kōsei, mais elle ne souhaite pas détruire leur relation amicale et doit donc faire face à ses sentiments réels. Elle devient peu à peu jalouse de Kaori et de la musique, qui de son point de vue éloignent le jeune pianiste d'elle-même. Ce sentiment se renforce en elle lorsqu'elle apprend que Kōsei ira dans un lycée spécialisé en musique, probablement loin de chez elle ou à l'étranger.
Ryōta Watari (渡 亮太, Watari Ryōta)
Voix japonaise : Ryōta Ōsaka
Ryōta est l'ami d'enfance de Tsubaki et le meilleur ami de Kōsei. C'est le capitaine de l'équipe de football de l'école et il est extrêmement populaire auprès des filles de son collège, succès dont il profite. C'est aussi le petit ami de Kaori, même s'il se rendra compte que la relation entre Kōsei et elle est beaucoup plus forte que ce qu'il pensait. Tout au long de la série, il reste très proche de son meilleur ami et continue à le conseiller et à l'aider à extérioriser ses sentiments. Se rendant compte des sentiments de Kaori pour Kōsei et vice-versa il lâchera l'affaire avec Kaori pour le bien de son ami.
Takeshi Aiza (相座 武士, Aiza Takeshi)
Voix japonaise : Yūki Kaji
Takeshi est un pianiste du même âge que Kōsei, et aussi un petit génie. Lorsqu'il était enfant, il était toujours battu par ce dernier, et s'est fixé comme but de le surpasser lors de son retour dans le monde de la musique. Il considère Kōsei comme son héros, et est déterminé à lui montrer ses sentiments au point d'abandonner une compétition en Europe pour tenter de dépasser ce dernier. Il a une petite sœur, prénommée Nagi, pianiste également. Il se rapproche plus de Kōsei après l'avoir retrouvé durant une compétition nationale, et devient un ami à lui à part entière. C'est aussi un très bon ami d'Emi.
Emi Igawa (井川 絵見, Igawa Emi)
Voix japonaise : Saori Hayami
Emi est une pianiste du même âge que Kōsei et que Takeshi. Elle décida de devenir pianiste à l'âge de cinq ans après avoir entendu Kōsei jouer sur scène, lors de sa première audition. Après son abandon de la compétition, elle ne souhaitera plus continuer à travailler autant le piano qu'auparavant, et sera déclassée des concours nationaux, contrairement à Takeshi qui deviendra premier du Japon. Néanmoins, elle souhaite deux ans plus tard au même titre que Takeshi montrer à Kōsei ce qu'il représente pour elle.
Après le retour de son rival, elle le suivra de près et continuera à le fréquenter, jusqu'à devenir amie avec lui. Emi est très émotive et cela se ressent dans son jeu, qui change en fonction de son humeur. Par ailleurs, elle comprend vite les sentiments des personnes autour d'elle sans pour autant les connaître, et sera dans les premiers à saisir le mal être de Kaori.
Saki Arima (有馬 早希, Arima Saki)
Voix japonaise : Mamiko Noto
Saki est la mère de Kōsei. Elle demandait à son fils de jouer du piano à la perfection; celui-ci se faisait battre à la moindre erreur. Bien qu'elle n'avait pas comme souhait de départ de rendre son fils pianiste, le talent de Kōsei et sa propre maladie lui firent décider de donner à son fils une éducation musicale stricte afin qu'il trouve son style et qu'il gagne sa vie en tant que musicien. Elle mourra avant la qualification de Kōsei dans un concours européen, et deviendra par la suite symbole de l'incapacité de celui-ci d'entendre les notes de son piano. Il ne se remettra jamais vraiment de ce mal avant la fin de la série.
Hiroko Seto (瀬戸 紘子, Seto Hiroko)
Voix japonaise : Mie Sonozaki
Hiroko est une pianiste réputée au Japon, et l'amie de Saki à l'université. Elle fut celle qui découvrit le talent de Kōsei au piano et qui suggéra à Saki d'en faire un pianiste. Elle enseigne le piano à Kōsei après son retour dans le monde de la musique, et s'occupe de lui comme d'une mère de cœur.
Nagi Aiza (相座 凪, Aiza Nagi)
Voix japonaise : Ai Kayano
Nagi est la petite sœur de Takeshi. Elle demanda à Hiroko un apprentissage du piano et celle-ci lui assigna comme professeur Kōsei. Dans le cadre du festival de son école, Nagi et Kōsei ont joué du piano ensemble.

## Production

### Manga
Dès ses débuts en tant que mangaka, Naoshi Arakawa se porte vers le thème de la musique. À l'occasion du Monthly Shōnen Magazine Grand Challenge, il réalise un one-shot manga mettant en scène deux violoniste. Il poursuit avec Sayonara Football, un manga sur le thème du football. Après avoir terminé la série, il s'est lassé du thème du sport et souhaite essayer quelque chose de nouveau. Pour trouver des idées, Arakawa revient au one-shot. Bien que son essai précédent sur le thème de la musique ait essuyé un échec relatif, il porte à nouveau son choix sur ce thème. Soucieux de ne pas se retrouver en concurrence avec la série manga Beck, très populaire, qui se concentre sur la musique rock, Arakawa décide que son nouveau manga sera consacré à la musique classique. Pour le différencier de Nodame Cantabile, un autre manga sur le thème de la musique classique, Arakawa décide de se concentrer sur un seul instrument. Il s'entretient avec les musiciens Akinori Osawa, Masanori Sugano, Kaori Yamazaki et Rieko Ikeda pour être plus pertinent dans ses représentations de la musique classique. Il s'inspire également de son expérience du kendo pour décrire la tension qui règne lors de compétitions,. Il se procure des livres sur la musique et demande l'aide de son éditeur, qui possède une expérience du violon.
Arakawa décide de se concentrer sur le violon après avoir vu une violoniste se produire à la télévision. Arakawa souhaite initialement inclure un violoniste et une violoniste, mais trouve les scènes avec deux violonistes difficiles à dessiner, et porte finalement son choix sur un duo avec une violoniste et un pianiste.

### Anime

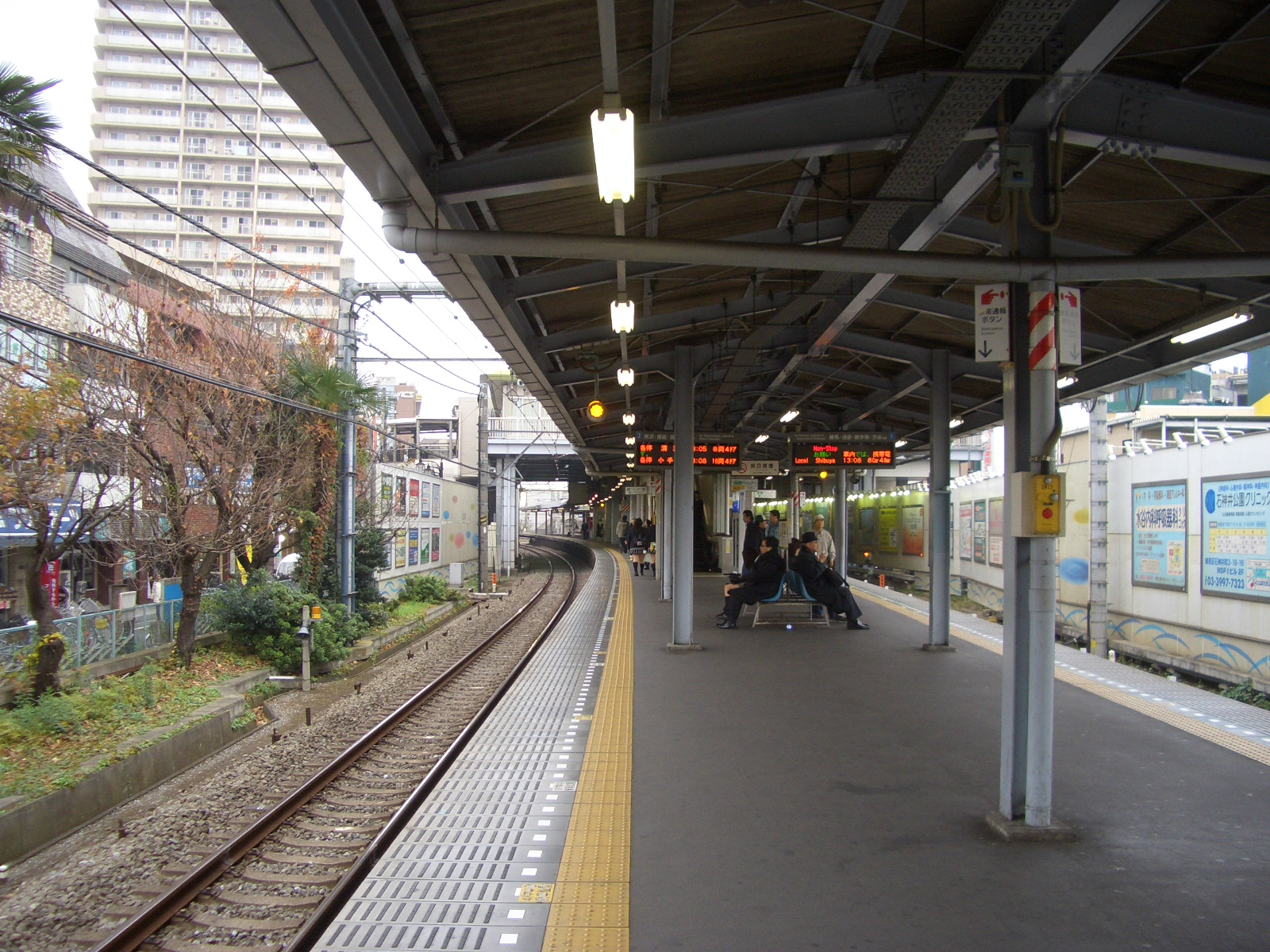
La gare d'Ōizumi-gakuen, l'un des lieux ayant servi d'inspiration à la série.

À peu près au moment de la sortie du troisième volume du manga, le producteur d'Aniplex, Shunsuke Saitō, propose à Kensuke Tateishi de Kōdansha de produire une adaptation animée de la série pour la télévision. La proposition originale est celle d'une série de onze épisodes, mais Tateishi la rejette trouvant que cela ne suffirait pas à une adaptation complète. Saitō change alors son offre pour vingt-deux épisodes, ce que Tateishi accepte. Saitō donne le rôle de réalisateur à Kyōhei Ishiguro pour son travail avec Ishiguro sur le septième épisode de Hōrō musuko qui lui a laissé une forte impression.
Parce qu'Ishiguro désire que la série animée plaise à des personnes qui ne regardent normalement pas d'anime, il choisit les groupes Goose House et Wacci pour interpréter respectivement les thèmes d'ouverture et de fin. Ishiguro souhaite que la chanson ait une « mélodie colorée » pour correspondre au thème de l'animation et choisit le groupe Coalamode pour interpréter le thème.
Ishiguro se base sur des lieux réels pour représenter certains des décors de la série. Arakawa visite plusieurs endroits le long de la ligne Seibu, comme la gare de Ōizumi-gakuen, il montre donc des scènes du manga aux opérateurs de la Seibu Railway et aux fonctionnaires du bureau de Nerima, qui aident Isiguro à choisir les lieux appropriés,.

## Manga
Le manga débute sa prépublication le 6 avril 2011 dans le magazine Monthly Shōnen Magazine de l'éditeur Kōdansha. Le dernier chapitre est publié le 6 février 2015. Onze volumes tankōbon sont édités entre septembre 2011 et mai 2015. La version française est publiée par Ki-oon entre avril 2015 et novembre 2016. Un volume réunissant des histoires courtes se déroulant avant l'action principale, Your Lie in April - Coda (四月は君の嘘Ｃｏｄａ, Shigatsu wa kimi no uso Coda), est publié au Japon le 17 août 2016 et en France le 9 mars 2017.

### Liste des volumes
| no | Japonais          | Japonais          | Français         | Français          |
| no | Date de sortie    | ISBN              | Date de sortie   | ISBN              |
| --- | ----------------- | ----------------- | ---------------- | ----------------- |
| 1 | 16 septembre 2011 | 978-4-06-371301-5 | 9 avril 2015     | 978-2-35592-809-3 |
| Liste des chapitres : - Chapitre 1 : Noir et blanc - Chapitre 2 : La violoniste - Chapitre 3 : Le chat noir - Chapitre 4 : En couleurs |                   |                   |                  |                   |
| 2 | 17 janvier 2012   | 978-4-06-371317-6 | 9 avril 2015     | 978-2-35592-810-9 |
| Liste des chapitres : - Chapitre 5 : Les abysses - Chapitre 6 : De dos - Chapitre 7 : Ciel d'orage - Chapitre 8 : À la surface de l'eau |                   |                   |                  |                   |
| 3 | 17 mai 2012       | 978-4-06-371327-5 | 11 juin 2015     | 978-2-35592-828-4 |
| Liste des chapitres : - Chapitre 9 : Clair de lune - Chapitre 10 : Sur le chemin du retour - Chapitre 11 : Le murmure des ombres - Chapitre 12 : Mirage                                                                                                  |                   |                   |                  |                   |
| 4 | 14 septembre 2012 | 978-4-06-371345-9 | 13 août 2015     | 978-2-35592-854-3 |
| Liste des chapitres : - Chapitre 13 : Ressac - Chapitre 14 : Rouge et jaune - Chapitre 15 : Résonances - Chapitre 16 : Écoute-moi, maman ! |                   |                   |                  |                   |
| 5 | 17 janvier 2013   | 978-4-06-371359-6 | 22 octobre 2015  | 978-2-35592-883-3 |
| Liste des chapitres : - Chapitre 17 : La chute - Chapitre 18 : Sur scène avec toi - Chapitre 19 : Le long de la voie ferrée - Chapitre 20 : Sous le pont                                                                                                 |                   |                   |                  |                   |
| 6 | 17 mai 2013       | 978-4-06-371375-6 | 10 décembre 2015 | 978-2-35592-899-4 |
| Liste des chapitres : - Chapitre 21 : Pomme d'amour - Chapitre 22 : "Twinkle Twinkle Little Star" - Chapitre 23 : Aller de l'avant - Chapitre 24 : Un rayon de lumière                                                                                   |                   |                   |                  |                   |
| 7 | 17 septembre 2013 | 978-4-06-371387-9 | 25 février 2016  | 978-2-35592-920-5 |
| Liste des chapitres : - Chapitre 25 : Les liens qui nous unissent - Chapitre 26 : Réaction en chaîne - Chapitre 27 : Un air de déjà-vu - Chapitre 28 : Traces de pas                                                                                     |                   |                   |                  |                   |
| 8 | 17 janvier 2014   | 978-4-06-371405-0 | 28 avril 2016    | 978-2-35592-934-2 |
| Liste des chapitres : - Chapitre 29 : Menteur - Chapitre 30 : Une intruse - Chapitre 31 : Tu feras l'affaire - Chapitre 32 : Qui se ressemble s'assemble...                                                                                              |                   |                   |                  |                   |
| 9 | 16 mai 2014       | 978-4-06-371418-0 | 9 juin 2016      | 978-2-35592-964-9 |
| Liste des chapitres : - Chapitre 33 : Crépuscule - Chapitre 34 : Aperçu des abîmes - Chapitre 35 : Coeurs à l'unisson - Chapitre 36 : Coup de poing |                   |                   |                  |                   |
| 10 | 17 octobre 2014   | 978-4-06-371435-7 | 25 août 2016     | 978-2-35592-985-4 |
| Liste des chapitres : - Chapitre 37 : La promesse - Chapitre 38 : Adieu, mon héros ! - Chapitre 39 : A l'abri de la pluie - Chapitre 40 : Main dans la main                                                                                              |                   |                   |                  |                   |
| 11 | 15 mai 2015       | 978-4-06-371467-8 | 24 novembre 2016 | 979-10-327-0010-5 |
| Extra : Dans la version japonaise, le tome 11 (ISBN 978-4-06-358752-4) est sorti en édition limitée contenant un DVD.Liste des chapitres : - Chapitre 41 : La neige - Chapitre 42 : On reprend ! - Chapitre 43 : Ballade - Epilogue : Brise de printemps |                   |                   |                  |                   |
| Coda | 17 août 2016      | 978-4-06-392540-1 | 9 mars 2017      | 979-10-327-0104-1 |

## Distinctions
En 2012, la série est nommée pour le Prix Manga Taishō. L'année suivante, elle reçoit le prix annuel du meilleur shōnen lors du 37e prix du manga Kōdansha en mai 2013.
Le manga est également nommé au Prix Mangawa 2016.

## Anime

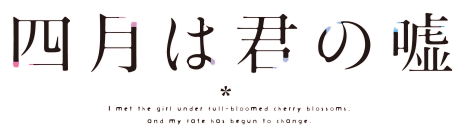
Logo de l'adaptation animée.

Une adaptation en série télévisée d'animation est annoncée lors d'un événement organisé par Fuji TV en mars 2014. La série est produite par le studio A-1 Pictures et réalisée par Kyōhei Ishiguro, avec un scénario écrit par Takao Yoshioka et un character design de Yukiko Aikei. L'anime est diffusé à partir du 10 octobre 2014 au Japon dans la case noitaminA sur Fuji TV et en simulcast dans les pays francophones sur Wakanim.
La série est sous-titrée « I met the girl under full-bloomed cherry blossoms, and my fate has begun to change. » (litt. « Je l'ai connue sous les cerisiers en fleurs et mon destin a commencé à changer. »)

### Liste des épisodes
| No                   | Titre français                | Titre japonais             | Titre japonais       | Date de 1re diffusion |
| No                   | Titre français                | Kanji                      | Rōmaji               | Date de 1re diffusion |
| -------------------- | ----------------------------- | -------------------------- | -------------------- | --------------------- |
| 1                    | En noir et blanc, en couleur  | モノトーン・カラフル       | Monotōn karafuru     | 9 octobre 2014        |
| [Chapitre 1]         |                               |                            |                      |                       |
| 2                    | Second rôle                   | 友人A                      | Yūjin A              | 16 octobre 2014       |
| [Chapitre 2]         |                               |                            |                      |                       |
| 3                    | En harmonie avec le printemps | 春の中                     | Haru no naka         | 23 octobre 2014       |
| [Chapitres 3-4]      |                               |                            |                      |                       |
| 4                    | Le début du Voyage            | 旅立ち                     | Tabidachi            | 30 octobre 2014       |
| [Chapitres 5-6]      |                               |                            |                      |                       |
| 5                    | Couvert de nuages             | どんてんもよう             | Don ten mo yō        | 6 novembre 2014       |
| [Chapitre 7]         |                               |                            |                      |                       |
| 6                    | Sur le chemin du retour       | 帰り道                     | Kaeri michi          | 13 novembre 2014      |
| [Chapitre 8]         |                               |                            |                      |                       |
| 7                    | Le chuchotement des ombres    | カゲささやく               | Kage sasayaku        | 20 novembre 2014      |
| [Chapitre 11]        |                               |                            |                      |                       |
| 8                    | Résonne                       | 響け                       | Hibike               | 27 novembre 2014      |
| [Chapitre 14]        |                               |                            |                      |                       |
| 9                    | Réverbération                 | 共鳴                       | Kyōmei               | 4 décembre 2014       |
| [Chapitres 15-16]    |                               |                            |                      |                       |
| 10                   | Le paysage en ta compagnie    | 君といた景色               | Kimi to ita keshiki  | 11 décembre 2014      |
| [Chapitres 17-18]    |                               |                            |                      |                       |
| 11                   | L'étincelle de la vie         | 命の灯                     | Inochi no tomoshibi  | 19 décembre 2014      |
| [Chapitres 19-20]    |                               |                            |                      |                       |
| 12                   | Brille, petite étoile         | トゥインクル リトル スター | Tuinkuru ritoru sutā | 8 janvier 2015        |
| 13                   | Liebesleid                    | 愛の悲しみ                 | Ai no Kanashimi      | 15 janvier 2015       |
| 14                   | Traces de pas                 | 足跡                       | Ashiato              | 22 janvier 2015       |
| 15                   | Menteur                       | 嘘つき                     | Usotsuki             | 29 janvier 2015       |
| 16                   | Ressemblances                 | 似たもの同士               | Nitamono dōshi       | 5 février 2015        |
| [Chapitres 30-31]    |                               |                            |                      |                       |
| 17                   | Crépuscule                    | トワイライト               | Towairaito           | 12 février 2015       |
| [Chapitres 32-33]    |                               |                            |                      |                       |
| 18                   | Cœurs superposés              | 心重ねる                   | Kokoro kasaneru      | 19 février 2015       |
| [Chapitres 34-35-36] |                               |                            |                      |                       |
| 19                   | Adieu, mon héros              | さよならヒーロー           | Sayonara hiiroo      | 26 février 2015       |
| [Chapitres 37-38]    |                               |                            |                      |                       |
| 20                   | Main dans la main             | 手と手                     | Te to te             | 5 mars 2015           |
| [Chapitres 39-40]    |                               |                            |                      |                       |
| 21                   | Neige                         | 雪                         | Yuki                 | 12 mars 2015          |
| [Chapitres 41-42-43] |                               |                            |                      |                       |
| 22                   | Vent de printemps             | 春風                       | Harukaze             | 19 mars 2015          |
| [Chapitres 43-44]    |                               |                            |                      |                       |

### Génériques
| Générique | Épisodes | Début            | Début       | Fin      | Fin        |
| Générique | Épisodes | Titre            | Artiste     | Titre    | Artiste    |
| --------- | -------- | ---------------- | ----------- | -------- | ---------- |
| 1         | 1 - 11   | Hikaru Nara      | Goose House | Kirameki | wacci (ja) |
| 2         | 12 - 22  | Nanairo Symphony | Coala Mode  | Orange   | 7!!        |

### Musiques
| Numéro de l'épisode | Personnage/ Musique interprété |
| ------------------- | --- |
| 1                   | Kōsei : Troisième Mouvement de la "Sonate Clair de Lune" de Beethoven (Piano) |
| 2                   | Kaori : Premier mouvement de la "Sonate à Kreutzer" de Beethoven (Violon & Piano) |
| 3                   | Kōsei : Premier variations des douze variations pour piano de Mozart (Piano) |
| 4                   | Kōsei & Kaori : Introduction et Rondo Capriccioso de Saint-Saëns (Violon & Piano) |
| 5                   | x |
| 6                   | Kōsei : Étude en mi mineur, op. 25, no 5 de Chopin (Piano) |
| 7                   | x |
| 8                   | Takeshi : Étude en do dièse mineur, op. 10 no 4 de Chopin (Piano) Emi : Étude en la mineur, op. 25 no 11 de Chopin (Piano)                                                                                      |
| 9                   | Kōsei : Étude en mi mineur, op. 25, no 5 de Chopin (Piano) |
| 10                  | Kōsei : Étude en mi mineur, op. 25, no 5 de Chopin (Piano) |
| 11                  | x |
| 12                  | Kōsei & Kaori : Liebesleid (Chagrin d'amour) du recueil Alt-Wiener Tanzweisen de Kreisler (Violon & Piano) |
| 13                  | Kōsei : Transcription de Liebesleid (de Kreisler) pour piano par Rachmaninov (Piano) |
| 14                  | x |
| 15                  | Kōsei : "Claire de Lune", troisième mouvement de la suite bergamasque de Debussy (Piano) Emi : "Etude en Ré dièse mineur" Alexandre Scriabine (Piano) Nagi : Étude en mi mineur, op. 25, no 5 de Chopin (Piano) |
| 16                  | x |
| 17                  | x |
| 18                  | Kōsei & Nagi : Arrangement pour piano de "La Belle au bois dormant" (de Tchaikovsky) par Rachmaninov (Piano) |
| 19                  | Takeshi : Étude en do mineur, op. 10 no 12 de Chopin (Piano) |
| 20                  | x |
| 21                  | x |
| 22                  | Kōsei : Ballade en sol mineur, op. 23 no 1 de Chopin (Piano) |